# Ferri Ridge
Ferri Ridge ist ein Gebirgskamm im westantarktischen Marie-Byrd-Land. An der Nordseite der Kohler Range endet er am Mount Isherwood und bildet die Nordwand des Simmons-Gletschers.
Der United States Geological Survey (USGS) kartierte ihn anhand eigener Vermessungen und Luftaufnahmen der United States Navy aus den Jahren 1959 bis 1966. Das Advisory Committee on Antarctic Names benannte ihn 1976 nach Guy Ferri (1922–1991), Vorsitzender des Interagency Committee on Antarctica im Außenministerium der Vereinigten Staaten von 1969 bis 1970.